# Liste de mosquées de Norvège
Cet article présente la liste de mosquées de Norvège.

## Liste
| Nom                                             | Image | Ville                    | Landsdel   | Inauguration      |
| ----------------------------------------------- | ----- | ------------------------ | ---------- | ----------------- |
| Mosquée Bait-un-Nasr d'Oslo                     |       | Oslo (Alna)              | Østlandet  | 30 septembre 2011 |
| Mosquée de la mission islamique mondiale d'Oslo |       | Oslo (Gamle Oslo)        | Østlandet  | 1995              |
| Mosquée Jamea d'Oslo                            |       | Oslo (Gamle Oslo)        | Østlandet  | 2006              |
| Mosquée culturelle islamique d'Oslo             |       | Oslo (Gamle Oslo)        | Østlandet  | 1974              |
| Mosquée Tawfiiq d'Oslo                          |       | Oslo (Grünerløkka)       | Østlandet  |                   |
| Mosquée Prinsdalen d'Oslo                       |       | Oslo (Søndre Nordstrand) | Østlandet  |                   |
| Mosquée Rabita d'Oslo                           |       | Oslo (St. Hanshaugen)    | Østlandet  | 2004              |
| Mosquée Al Nor de Tromsø                        |       | Tromsø                   | Nord-Norge |                   |